# 根杰敦德瓦拉
根杰敦德瓦拉是印度北方邦Etah县的一个城镇。总人口41245（2001年）。

## 人口
该地2001年总人口41245人，其中男性21673人，女性19572人；0 - 6岁人口7484人，其中男3989人，女3495人；识字率44.48%，其中男性为50.56%，女性为37.75%。